# NGC 7510
NGC 7510 je mladá otevřená hvězdokupa v souhvězdí Cefea s magnitudou 7,9. Objevil ji William Herschel 3. listopadu 1787.
Od Země je vzdálená přibližně 11 350 světelných let.

## Pozorování

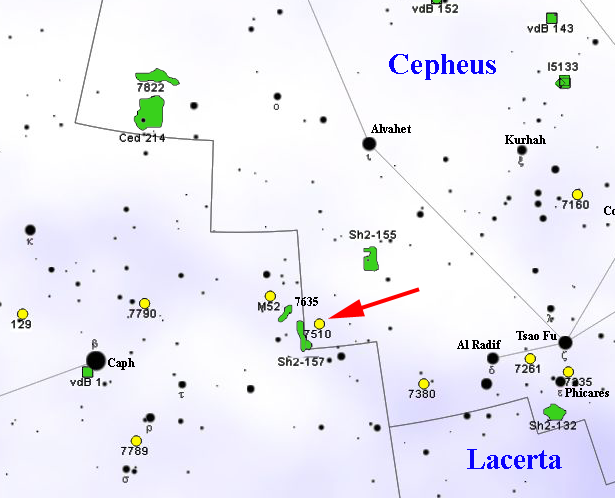
Poloha NGC 7510 v souhvězdí Cefea

Hvězdokupa leží v jihovýchodní části souhvězdí, kousek na sever od středu spojnice hvězd ζ Cep a Caph (β Cas), blízko bohatého hvězdného pole Mléčné dráhy. V triedru 10x50 vypadá jako velmi malá protáhlá skvrna, ve které je možné zahlédnout hvězdu 9. magnitudy. Pomocí dalekohledu o průměru 100 mm je možné hvězdokupu rozložit na tucet hvězd do 12. magnitudy, zatímco dalekohledy s ještě větším průměrem umožní rozeznat všechny její hvězdy. Na fotografiích s dlouhou uzávěrkou je na jih od hvězdokupy jasně vidět rozsáhlá soustava mlhovin Sh2-157.
Hvězdokupa má výraznou severní deklinaci, což je velká výhoda pro pozorovatele na severní polokouli, kde je hvězdokupa cirkumpolární, a to až do nižších středních zeměpisných šířek. Naopak na jižní polokouli vychází pouze velmi nízko nad obzor a jižně od tropického pásu není viditelná vůbec. Nejvhodnější období pro její pozorování na večerní obloze je od července do prosince.
1,5° severovýchodně od hvězdokupy leží mlhovina NGC 7635 a 2° severovýchodně leží bohatá hvězdokupa Messier 52.

## Historie pozorování
Hvězdokupu objevil William Herschel 3. listopadu 1787 pomocí zrcadlového dalekohledu o průměru 18,7 palce (475 mm). Jeho syn John ji později znovu pozoroval a zařadil ji do svého katalogu mlhovin a hvězdokup General Catalogue of Nebulae and Clusters pod číslem 4902.

## Vlastnosti
NGC 7510 je mladá a jasná hvězdokupa, která leží ve vzdálenosti 11 350 světelných let od Země v rameni Persea, v oblasti zvláště bohaté na velké soustavy molekulárních mračen a mladé skupiny hmotných hvězd. Nejhmotnější členové hvězdokupy jsou spektrální třídy B a A.
Podle studie zaměřené na vývoj této oblasti Galaxie začaly hvězdy vznikat nejprve v mladé asociaci Cassiopeia OB2, odtud se tvorba hvězd rozšířila a vytvořila hvězdokupu NGC 7510 a nakonec i hvězdokupu Mrk 50, která leží uprostřed mlhoviny Sh2-157.
Fotometrický výzkum 600 hvězd viditelných ve směru hvězdokupy NGC 7510 určil hodnotu extinkce v této oblasti oblohy a určil stáří hvězdokupy na 10 milionů let.